# بلژیک در المپیک تابستانی ۲۰۲۴
کاروان المپیکی بلژیک در بازی های المپیک تابستانی ۲۰۲۴ ۲۰۲۴ (۵ تا ۲۱ امرداد ۱۴۰۳ خورشیدی) به میزبانی پاریس، پایتخت فرانسه برگزار شد، حضور داشت. از زمان اولین حضور این کشور در ۱۹۰۰، ورزشکاران بلژیکی، هر سال در بازی های تابستانی المپیک حضور داشتند. به جز  سال ۱۹۰۴.

تیم نهایی بلژیک در این بازی،از ۱۶۵ ورزشکار (۸۳ مرد و ۸۲ زن) در ۲۱ رشته تشکیل شده بود.

ورزشکاران بلژیکی موفق به کسب ۱۰ مدال (۳ طلا، ۱ نقره، ۶ برنز) شدند.

## مدال آوران
| مدال | نام              | ورزش        | رویداد                     | تاریخ    |
| ---- | ---------------- | ----------- | -------------------------- | -------- |
| طلا  | رمکو اونپول      | دوچرخه‌سواری | تایم تریل جاده مردان       | ۲۷ ژوئیه |
| طلا  | رمکو اونپول      | دوچرخه‌سواری | مسابقه جاده انفرادی مردانه | ۳ آگوست  |
| طلا  | نفیساتو تیام     | دو و میدانی | هفت‌گانه زنان               | ۹ اوت    |
| نقره | بشیر عبدی        | دو و میدانی | ماراتن مردان               | ۱۰ اوت   |
| برنز | واوت فان آرت     | دوچرخه‌سواری | تایم تریل جاده مردان       | ۲۷ ژوئیه |
| برنز | گابریلا ویلمس    | جودو        | ۷۰ کیلوگرم زنان            | ۳۱ ژوئیه |
| برنز | لوته کوپکی       | دوچرخه‌سواری | مسابقه جاده زنان           | ۴ اوت    |
| برنز | فابیو فن دن بوسه | دوچرخه‌سواری | اومنیوم مردان              | ۸ آگوست  |
| برنز | نور فیدتس        | دوچرخه‌سواری | هفت‌گانه زنان               | ۹ اوت    |
| برنز | ساره شعاری       | تکواندو     | ۶۷ کیلو زنان               | ۹ اوت    |

| مدال براساس ورزش | مدال براساس ورزش | مدال براساس ورزش | مدال براساس ورزش | مدال براساس ورزش |
| ---------------- | ---------------- | ---------------- | ---------------- | ---------------- |
| ورزش             | 1                | 2                | 3                | کل               |
| دو و میدانی      | ۱                | ۱                | ۱                | ۳                |
| دوچرخه‌سواری      | ۲                | ۰                | ۳                | ۵                |
| جودو             | ۰                | ۰                | ۱                | ۱                |
| تکواندو          | ۰                | ۰                | ۱                | ۱                |
| کل               | ۳                | ۱                | ۶                | ۱۰               |

| مدال براساس جنسیت | مدال براساس جنسیت | مدال براساس جنسیت | مدال براساس جنسیت | مدال براساس جنسیت |
| ----------------- | ----------------- | ----------------- | ----------------- | ----------------- |
| جنسیت             | 1                 | 2                 | 3                 | کل                |
| مرد               | ۲                 | ۱                 | ۲                 | ۵                 |
| زن                | ۱                 | ۰                 | ۴                 | ۵                 |
| مختلط             | ۰                 | ۰                 | ۰                 | ۰                 |
| کل                | ۳                 | ۱                 | ۶                 | ۱۰                |

| مدال براساس روز | مدال براساس روز | مدال براساس روز | مدال براساس روز | مدال براساس روز | مدال براساس روز |
| --------------- | --------------- | --------------- | --------------- | --------------- | --------------- |
| روز             | 1               | 2               | 3               | کل              |                 |
| ۲۷ ژوئیه        | ۱               | ۰               | ۱               | ۲               |                 |
| ۳۱ ژوئیه        | ۰               | ۰               | ۱               | ۱               |                 |
| ۳ اوت           | ۱               | ۰               | ۰               | ۱               |                 |
| ۴ اوت           | ۰               | ۰               | ۱               | ۱               |                 |
| ۸ اوت           | ۰               | ۰               | ۱               | ۱               |                 |
| ۹ اوت           | ۱               | ۰               | ۲               | ۳               |                 |
| ۱۰ اوت          | ۰               | ۱               | ۰               | ۱               |                 |
| کل              | ۳               | ۱               | ۶               | ۱۰              |                 |

| ورزشکاران چند مداله | ورزشکاران چند مداله | ورزشکاران چند مداله | ورزشکاران چند مداله | ورزشکاران چند مداله | ورزشکاران چند مداله | ورزشکاران چند مداله |
| ------------------- | ------------------- | ------------------- | ------------------- | ------------------- | ------------------- | ------------------- |
| نام                 | ورزش                | 1                   | 2                   | 3                   | کل                  |                     |
| رمکو اونپول         | دوچرخه‌سواری         | ۲                   | ۰                   | ۰                   | ۲                   |                     |

## شرکت‌کنندگان
در ۶ ژوئیه ۲۰۲۴، ترکیب کاروان المپیکی بلژیک متشکل از ۱۷۲ ورزشکار (۸۷ مرد و ۸۵ زن) اعلام شد.
در زیر میتوان فهرست ورزش‌هایی را که این ورزشکاران در آن‌ها شرکت کرده‌اند را مشاهده کرد.
| ورزش             | مرد | زن | کل  |
| ---------------- | --- | -- | --- |
| دو و میدانی      | ۲۳  | ۲۰ | ۴۳  |
| بدمینتون         | ۱   | ۱  | ۲   |
| بسکتبال          | ۰   | ۱۲ | ۱۲  |
| بوکس             | ۲   | ۱  | ۳   |
| کانو             | ۱   | ۲  | ۳   |
| دوچرخه‌سواری      | ۱۱  | ۱۰ | ۲۱  |
| سوارکاری         | ۵   | ۵  | ۱۰  |
| شمشیربازی        | ۱   | ۰  | ۱   |
| هاکی روی چمن     | ۱۹  | ۱۹ | ۳۸  |
| گلف              | ۲   | ۱  | ۳   |
| ژیمناستیک        | ۳   | ۲  | ۵   |
| جودو             | ۳   | ۱  | ۴   |
| روئینگ           | ۳   | ۰  | ۳   |
| قایقرانی بادبانی | ۴   | ۴  | ۸   |
| سنگ‌نوردی         | ۱   | ۰  | ۱   |
| شنا              | ۱   | ۳  | ۴   |
| تنیس روی میز     | ۲   | ۰  | ۲   |
| تکواندو          | ۰   | ۱  | ۱   |
| تنیس             | ۳   | ۰  | ۳   |
| سه‌گانه           | ۲   | ۲  | ۴   |
| وزنه‌برداری       | ۰   | ۱  | ۱   |
| کل               | ۸۷  | ۸۵ | ۱۷۲ |